# Jeu-les-Bois
Jeu-les-Bois is een gemeente in het Franse departement Indre (regio Centre-Val de Loire) en telt 343 inwoners (1999). De plaats maakt deel uit van het arrondissement Châteauroux.

## Geografie
De oppervlakte van Jeu-les-Bois bedraagt 37,2 km², de bevolkingsdichtheid is 9,2 inwoners per km².
De onderstaande kaart toont de ligging van Jeu-les-Bois met de belangrijkste infrastructuur en aangrenzende gemeenten.

## Demografie
Onderstaande figuur toont het verloop van het inwonertal (bron: INSEE-tellingen).

## Externe links

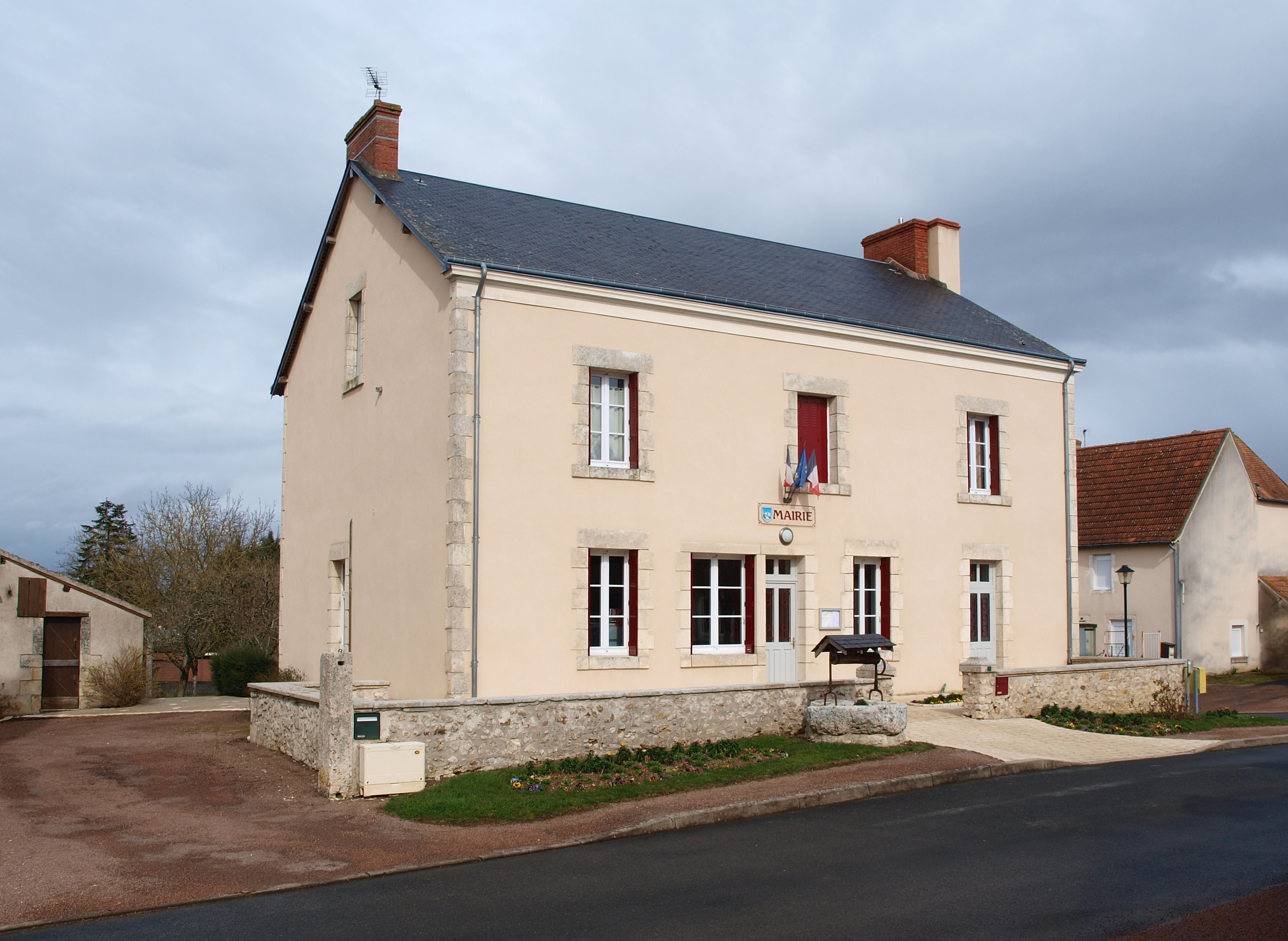
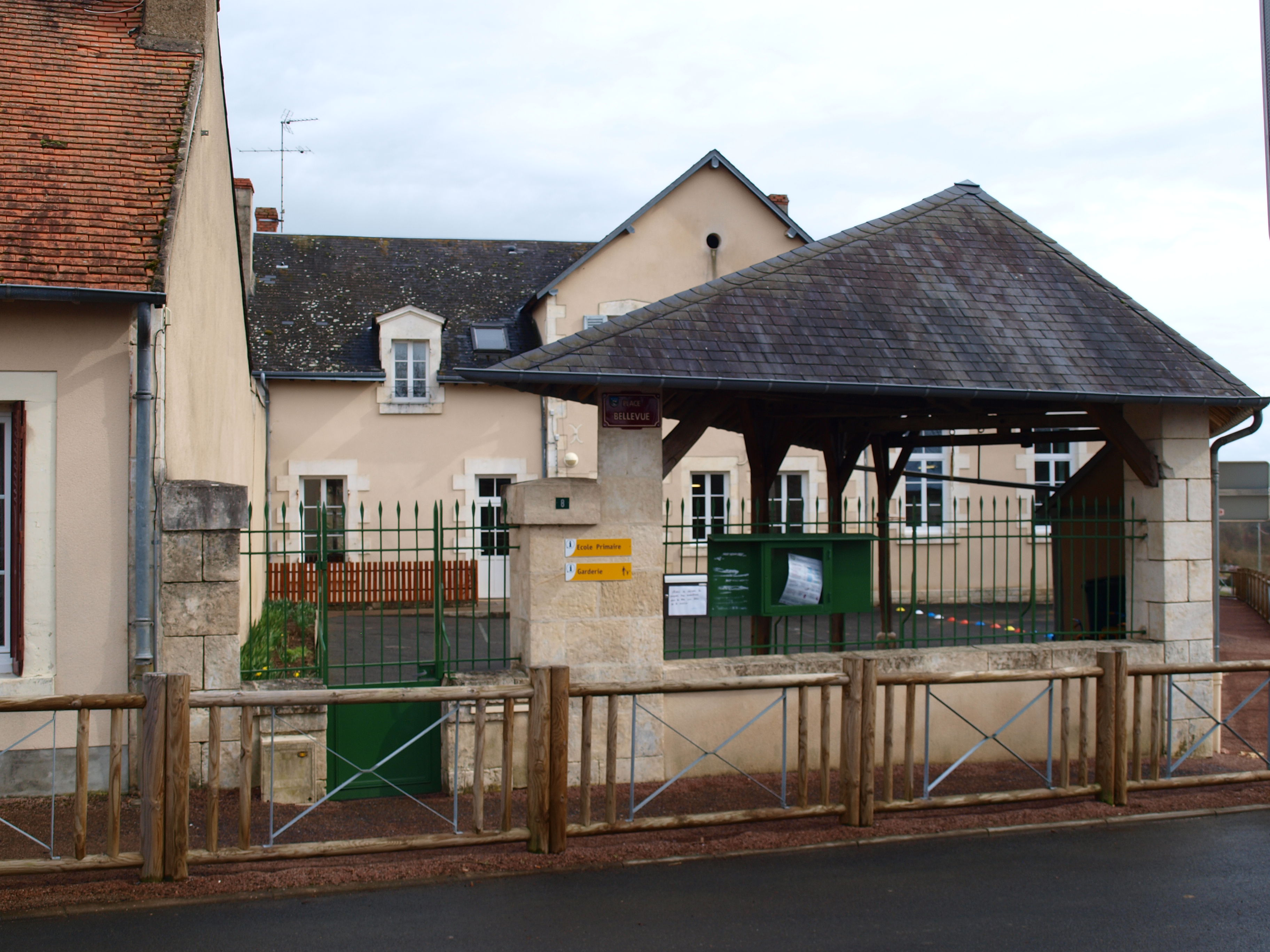
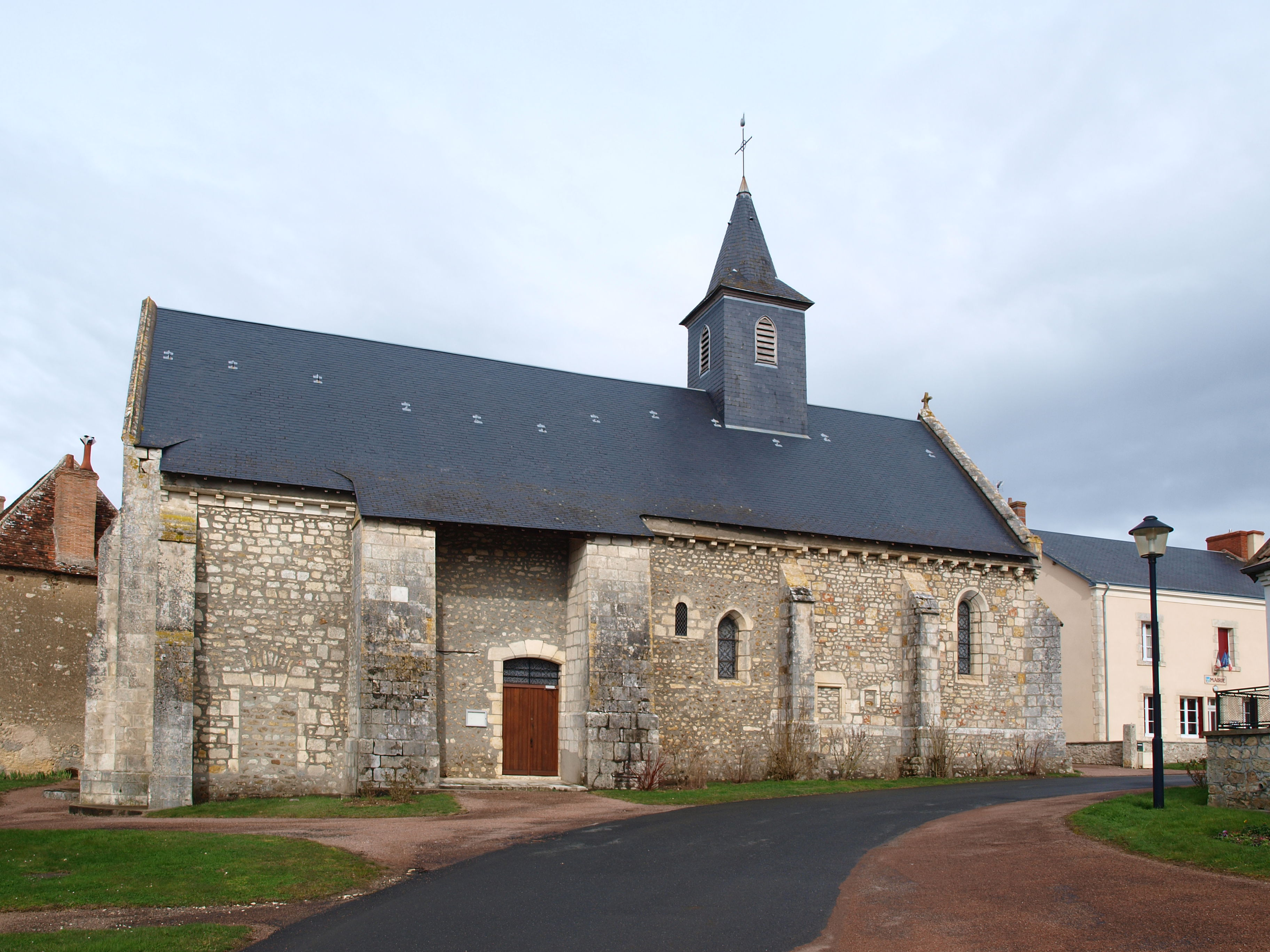
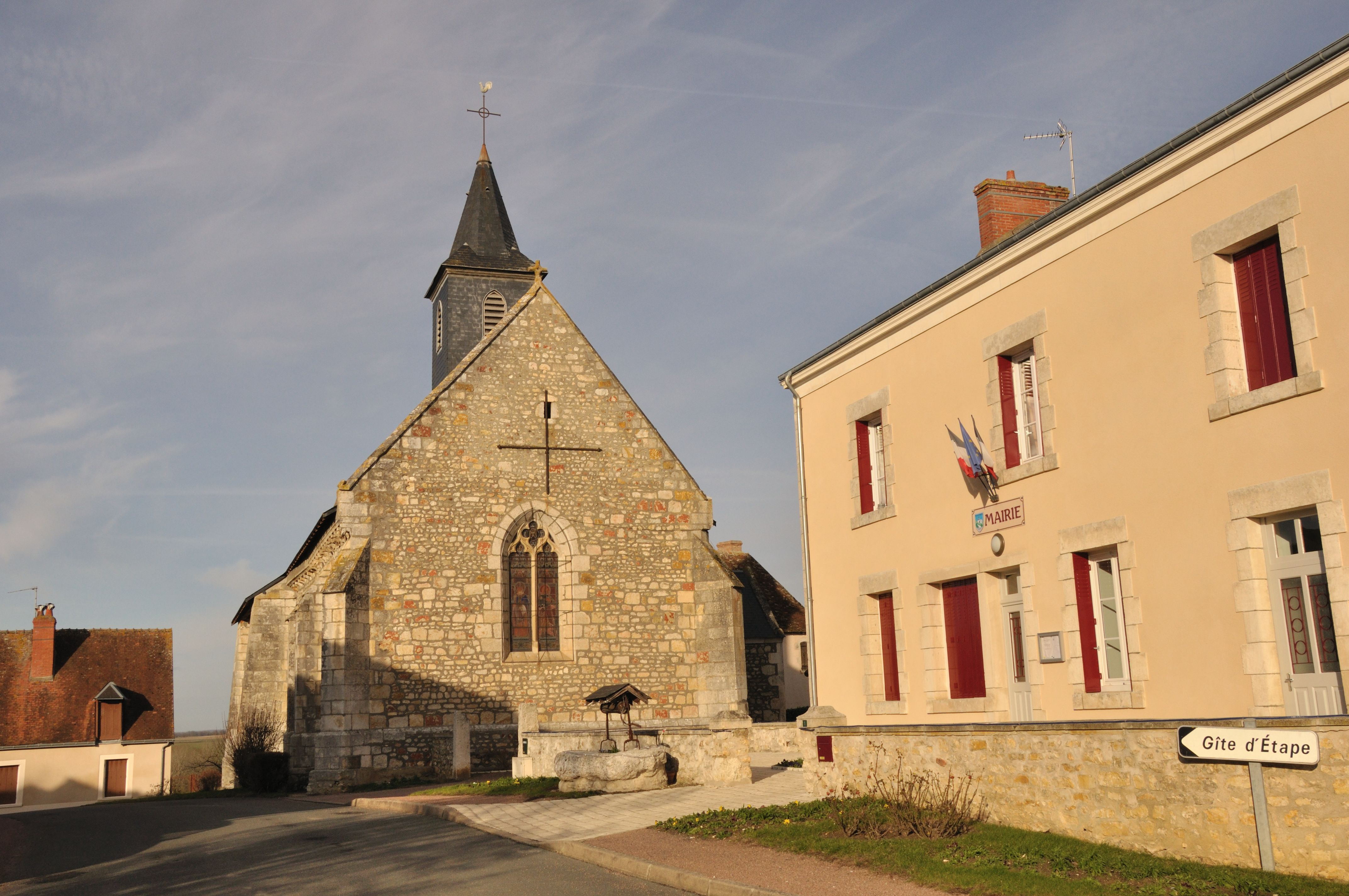